# Atletismo nos Jogos Pan-Americanos de 2007 - Maratona feminina

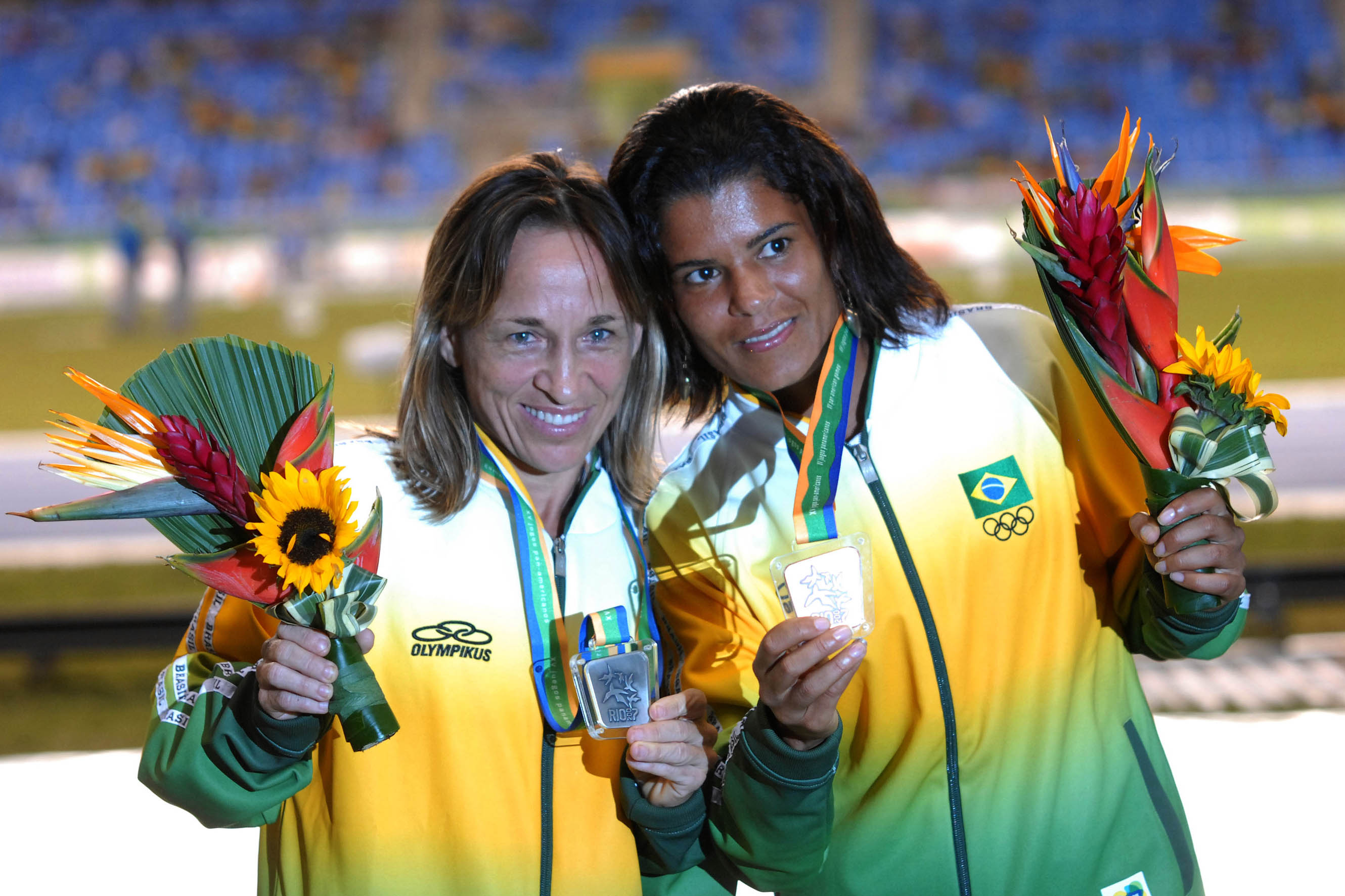
As brasileiras Márcia Narloch e Sirlene Pinho conquistaram as medalhas de prata e bronze, respectivamente

A maratona feminina abriu as competições de atletismo nos Jogos Pan-americanos de 2007, no Rio de Janeiro. Disputada no Parque do Flamengo em 22 de julho, contou com a participação de 12 maratonistas de 8 países.
Liderada de início pela argentina Claudia Camargo, as brasileiras Márcia Narloch e Sirlene Pinho começaram a se destacar na prova desde então. A partir do trecho que passava entre as praias do Leblon e Ipanema a argentina começou a diminuir o ritmo e foi ultrapassada pelas brasileiras. Na altura dos Arcos da Lapa, Sirlene Pinho liderava com certa vantagem, mas próximo ao Elevado da Perimetral pareceu sentir o cansaço e foi ultrapassada pela cubana Mariela González, e por Márcia Narloch, ouro e prata respectivamente, até cruzar a linha de chegada na terceira posição.

## Medalhistas
| Ouro   | CUB Mariela González |
| Prata  | BRA Márcia Narloch   |
| Bronze | BRA Sirlene Pinho    |

## Recordes
Recordes mundiais e pan-americanos antes da disputa dos Jogos Pan-americanos de 2007.
| Tipo                             | Atleta          | Tempo    | Local    | Data                |
| -------------------------------- | --------------- | -------- | -------- | ------------------- |
|                                  | Paula Radcliffe | 2h15m25s | Londres  | 13 de abril de 2003 |
| Recorde dos Jogos Pan-Americanos | Erika Olivera   | 2h37m41s | Winnipeg | 25 de julho de 1999 |

## Resultados
- DNF: não completou a prova.

### Final
A final da maratona feminina realizou-se em 22 de julho as 08:30 (UTC-3).
| Pos.              | Atleta                   | País               | Tempo    | Dif.   |
| ----------------- | ------------------------ | ------------------ | -------- | ------ |
| Medalha de ouro   | Mariela González         | CUB Cuba           | 2h43m11s | —      |
| Medalha de prata  | Márcia Narloch           | BRA Brasil         | 2h45m10s | 1m59s  |
| Medalha de bronze | Sirlene Pinho            | BRA Brasil         | 2h47m36s | 4m25s  |
| 4                 | Jessica Rodríguez Galván | MEX México         | 2h48m11s | 5m00s  |
| 5                 | Yailen García            | CUB Cuba           | 2h49m52s | 6m41s  |
| 6                 | Ruby Riativa Salinas     | COL Colômbia       | 2h51m35s | 8m24s  |
| 7                 | Chris Lundy              | USA Estados Unidos | 2h51m56s | 8m45s  |
| 8                 | Emily Mortensen          | USA Estados Unidos | 3h02m00s | 18m49s |
| —                 | Claudia Camargo          | ARG Argentina      | DNF      | —      |
| —                 | Yolanda Mercado Torres   | PUR Porto Rico     | DNF      | —      |
| —                 | Erika Olivera            | CHI Chile          | DNF      |        |
| —                 | María Elena Valencia     | MEX México         | DNF      | —      |